# 囲碁中国チーム一覧
囲碁中国チーム一覧は中国囲棋甲級リーグ戦などに出場する囲碁の棋士のチームの一覧である。
現在、2017年シーズンのチーム編成を記載している。

## 中信北京
北京
- 2017年甲級リーグ優勝。
- 2016年甲級リーグ3位

陳耀燁
1989年12月16日（35歳）
世界戦優勝2回
天元8連覇
柁嘉熹
1991年1月15日（34歳）
LG杯世界棋王戦優勝
鍾文靖
1990年9月25日（34歳）
招商銀行杯中国囲棋電視快棋戦優勝
韓一洲
1997年2月7日（28歳）
申旻埈
1999年1月11日（26歳）
監督
常振明 1956年10月1日（68歳）
王凡
劉京杰
コーチ
譚炎午 1951年7月31日（73歳）
孔傑 1982年11月25日（42歳）

## 民生銀行北京
北京
- 2017年甲級リーグ2位
- 2016年甲級リーグ5位

時越
1991年1月11日（34歳）
LG杯世界棋王戦優勝
彭立尭
1992年1月14日（33歳）
威孚房開杯棋王戦優勝
陶欣然
1994年7月5日（30歳）
中信銀行杯囲棋電視快棋戦準優勝
許嘉陽
1999年11月22日（25歳）
金志錫
1989年6月13日（35歳）
三星火災杯世界囲碁マスターズ優勝
沈沛然
監督
万青元
喬婷
コーチ
王汝南 1946年9月2日（78歳）
李雲生

## 蘇泊爾杭州
杭州
- 2017年甲級リーグ3位
- 2016年甲級リーグ優勝

朴廷桓
1993年1月11日（32歳）
世界戦優勝2回
2013-16年韓国囲碁棋士ランキング1位。
連笑
1994年4月8日（30歳）
名人2期
李欽誠
1998年10月20日（26歳）
テレビ囲碁アジア選手権戦優勝
鄔光亜
1990年7月31日（34歳）
謝科
2000年1月14日（25歳）
陳玉儂
監督
蘇顕澤
孫国梁
コーチ
汪濤

## 華泰証券江蘇
江蘇
- 2017年甲級リーグ4位
- 2016年甲級リーグ9位

羋昱廷
1996年1月8日（29歳）
Mlily夢百合杯世界囲碁オープン戦優勝
黄雲嵩
1997年1月15日（28歳）
グロービス杯世界囲碁U-20優勝
童夢成
1996年4月1日（28歳）
利民杯世界囲碁星鋭最強戦優勝
趙晨宇
1999年6月1日（25歳）
屠曉宇
陳翰祺
監督
楊伊明
コーチ
丁波

## 山東景芝酒業
山東
- 2017年甲級リーグ5位
- 2016年甲級リーグ10位

周睿羊
1991年3月8日（34歳）
百霊愛透杯世界囲碁オープン戦優勝
江維傑
1991年10月17日（33歳）
LG杯世界棋王戦優勝
范廷鈺
1996年8月6日（28歳）
応昌期杯世界プロ囲碁選手権戦優勝
陳梓健
黄昕
侯靖哲
監督
劉瑋
コーチ
曹大元 1962年1月26日（63歳）

## 重慶地産
重慶
- 2017年甲級リーグ6位
- 2016年甲級リーグ4位

古力
1983年2月3日（42歳）
世界戦優勝8回
コーチ兼任
檀嘯
1993年3月10日（31歳）
春蘭杯世界囲碁選手権戦優勝
李軒豪
1995年2月1日（30歳）
全国囲棋個人戦優勝
一力遼
1997年6月10日（27歳）
2014年グロービス杯世界囲碁U-20優勝。
韓晗
監督
李村
柯萍
コーチ
楊一
陳為

## 珠海万山
珠海
- 2017年甲級リーグ7位

唐韋星
1993年1月15日（32歳）
応昌期杯世界プロ囲碁選手権戦・三星火災杯世界囲碁マスターズ優勝
孟泰齢
1987年2月12日（38歳）
衢州・爛柯杯優勝 LG杯世界棋王戦ベスト4
謝爾豪
1998年9月26日（26歳）
LG杯世界棋王戦決勝進出
王澤錦
1999年2月8日（26歳）
陳正勲
張英挺
監督
康宗法
コーチ
李亜春

## 杭州雲林決破
杭州
- 2017年甲級リーグ8位

申眞諝
2000年3月17日（24歳）
Let's Run PARK杯オープントーナメント優勝
謝赫
1994年5月14日（30歳）
2011年中国ランキング1位
丁浩
2000年6月13日（24歳）
夏晨琨
李銘
李翔宇
監督
覚亮法師・祝東海
コーチ　
郭聞潮

## 江西新晶鈦業
江西
- 2017年甲級リーグ9位

李東勲
1988年2月4日（37歳）
GSカルテックス杯プロ棋戦優勝
辜梓豪
1998年2月1日（27歳）
全国囲棋個人戦、利民杯世界囲碁星鋭最強戦優勝
孫騰宇
1993年9月21日（31歳）
全国囲棋個人戦、阿含・桐山杯中国囲棋快棋公開戦優勝
楊楷文
1997年1月28日（28歳）
胡躍峰
丁世雄
監督
洪礼和
鄭克強
喩平
コーチ
李康

## 国旅聯合廈門
廈門
- 2017年甲級リーグ10位

柯潔
1997年8月2日（27歳）
世界戦優勝4回
中国ランキング1位
姜東潤
1989年1月23日（36歳）
世界戦優勝3回
牛雨田
1984年12月27日（40歳）
范胤
1997年12月10日（27歳）
蒋其潤
2000年10月12日（24歳）
陳豪鑫
2004年1月1日（21歳）
監督
施亮
賈倩 1981年3月1日（44歳）
コーチ
聶衛平 1952年8月17日（72歳）
趙哲倫 1985年2月1日（40歳）

## 成都興行銀行
成都
- 2017年甲級リーグ11位
- 2016年甲級リーグ7位

党毅飛
1994年6月17日（30歳）
LG杯世界棋王戦優勝
古霊益
1991年7月3日（33歳）
西南王戦優勝4回
廖元赫
馬逸超
崔哲瀚
1985年3月12日（39歳）
応昌期杯世界プロ囲碁選手権戦
彭荃
監督
蒋全勝
コーチ
宋雪林
1962年3月8日（63歳）
李亮

## 上海建橋学院
上海
- 2017年甲級リーグ12位

常昊
1976年11月7日（48歳）
応昌期杯世界プロ囲碁選手権戦優勝
世界戦優勝3回
范蘊若
1996年1月7日（29歳）
李維清
2000年4月10日（24歳）
李喆
1989年1月31日（36歳）
2011年竜星戦優勝
安成浚
1991年9月16日（33歳）
2012年物価情報杯プロ棋戦優勝
胡耀宇
1982年1月18日（43歳）
LG杯世界棋王戦準優勝
監督
周星增・肖蕾
コーチ
劉世振

## 広東東湖棋院
広東
- 2017年甲級リーグ13位

朴永訓
1985年4月1日（39歳）
世界棋戦優勝3回
王昊洋
1988年12月24日（36歳）
安冬旭
1992年12月27日（32歳）
戎毅
1994年11月11日（30歳）
王碩
蔡競
監督
容一思
コーチ
呉肇毅

## 河南
河南
- 2017年甲級リーグ14位

李世乭
1983年3月2日（42歳）
世界戦優勝世界2位
劉星
1984年12月10日（40歳）
阿含・桐山杯中国囲棋快棋公開戦2連覇
張立
廖行文
1994年12月1日（30歳）
陳賢
劉曦
監督
席艶艶・周結凝
コーチ
袁曦